# Nordlandsmuseet
Nordlandsmuseet es un museo que se encuentra situado en el parquet Solparken justo al sur del centro de la ciudad de Bodø en el norte de Noruega. El edificio de este museo fue construido en 1903 siendo uno de los edificios más antiguos de la ciudad de Bodø, ya que la mayor parte de esta fue bombardeada y por lo tanto destruida el 27 de mayo de 1940. Actualmente el edificio es un monumento protegido.
El museo cuenta con exposiciones sobre la historia, la pesca, los Samis y los Vikingos en la zona de la ciudad de Bodø. Este museo es especialmente famoso por guardar en su interior el Tesoro de plata de Bratten, el cual es el mayor Tesoro vikingo de Noruega del Norte, lleno de monedas, joyas y un broche de gran tamaño.